# ترنتيوس
ولد تيرنتيوس في قرطاجة سنه 185 ق.م.عاش في روما كعبد ومن هنا كان اسمة Afer طبقا ً للتقاليد بالنسبة للعبيد فقد يسمون تبعا ً للبلد الذي جاءوا منها وكان مواطن إفريقيا ً من قرطاجنه جاء إلي روما عبدا ً وسرعان ما قدره سيده السناتورTerentius ولذلك فقد حمل لقب سيدة، وقد ذهب إلي بلاد اليونان بعد أن كتب مسرحياته الستة الباقية لنا ولم يعد من هذه الرحلة مرة أخرى إلي روما ومات سنه 159 ق.م، وقد أنقذ اللغة اللاتينية من العامية من خطر فسادها بعبارات أو اللهجات الأخرى، ولقد أتهم ترنتيوس بأن رواياته من وضع بعض النبلاء لبلاغة أسلوبه ووضوحه ورشاقته، وكان من الطبيعي الا ينجح مع العامة، خاصة وانه كان يفتقد القدرة علي الإضحاك.وتعتبر مسرحياته الكوميديا اقتباسات يونانية خالصة من شوائب الطبع الروماني تطغي عليها المميزات اليونانية من ناحية التفكير والأخلاق والأساليب والدقة الفنية، ولهذا لم تستطع مسرحياته أن تستهوي جماهير الرومان، وفي بداية كل مسرحية من مسرحيات ترنتيوس كانت تظهر لوحة مرسومة عليها أقنعة كافة أشخاص المسرحية مرتبة وفق ظهورهم علي المسرح، ثم صورة لأحداث كل منظر علي التوالي، وكانت الملابس المستخدمة في هذة المسرحيات الكوميدية الرومانية هي نفس الملابس اليونانية، ولا نعرف بالضبط إن كانت وفاته طبيعية أو بسبب حزنه علي بعض مسرحياته والتي كان قد أرسلها إلي روما، وفقدت في حادثة غرق سفينة، ولذلك فإننا لا نستطيع أن نؤكد أن أعماله ليست سوي الكوميديات الست التي كتبها قبل رحيله إلي بلاد اليونان وهي: «أندريا أو فتاة من جزيرة أندروس» أقتبست عن الأصل اليوناني لميناندر، مسرحيه «الحماة» اقتبسها عن رواية للشاعر أبوللودوروس، مسرحية «المعذب لنفسه»، مقتبسه عن مسرحية بنفس الاسم لمينانجر، مسرحية «الخصي» المأخوذة عن مسرحية لميناندر، مسرحية «فورميو» المقتبسة عن أبوللودوروس، مسرحية «الأخوان» وهي مأخوذة عن رواية لميناندر، وقلد تيرنتيوس ميناندر بصورة أكثر مما فعل بلاوتوس.

## روابط خارجية
- ترنتيوس على موقع الموسوعة البريطانية (الإنجليزية)
- ترنتيوس على موقع ميوزك برينز (الإنجليزية)
- ترنتيوس على موقع إن إن دي بي (الإنجليزية)
- ترنتيوس على موقع ديسكوغز (الإنجليزية)